# Ford Zetec

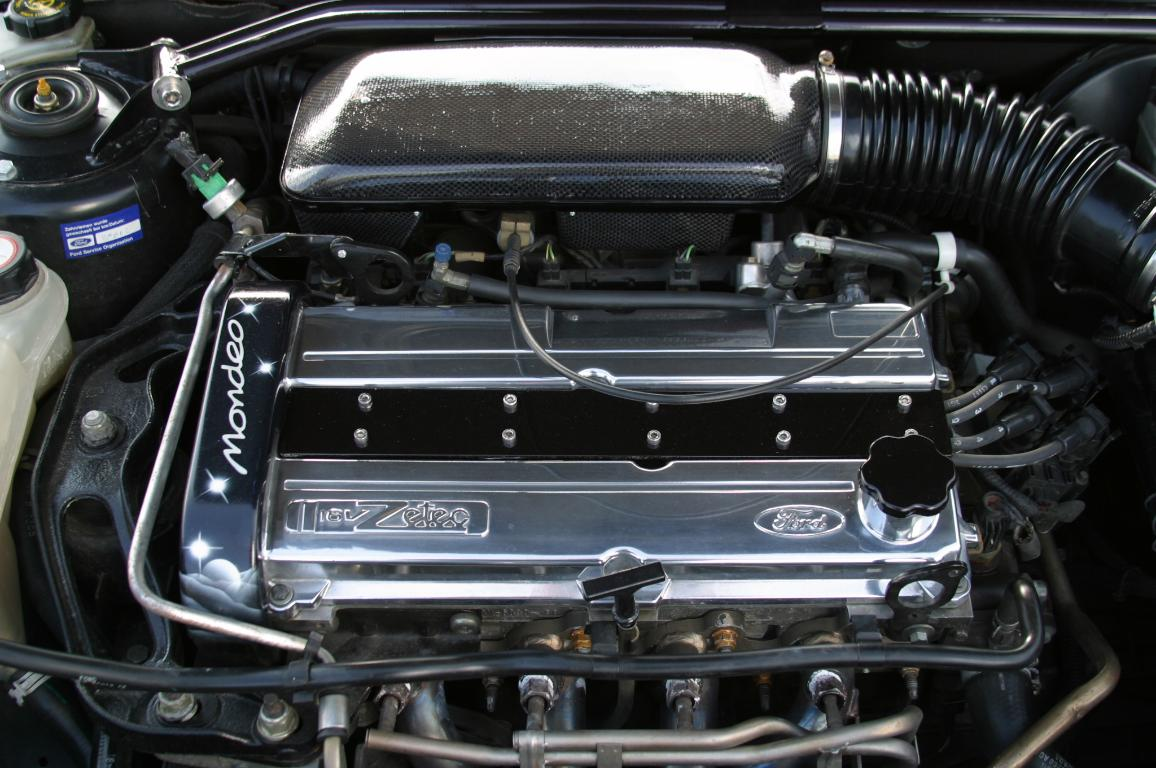
Zetec-E

Ford Zetec — серия рядных четырёхцилиндровых бензиновых двигателей внутреннего сгорания производства компании Ford Motor Company.

## Технические характеристики
| Название      | Семейство | Объём                                                                                | Годы производства      | Клапанный механизм |
| ------------- | --------- | ------------------------------------------------------------------------------------ | ---------------------- | ------------------ |
| Zetec/Zetec-E | Zeta      | 1,6 л (1597 см3) 1,8 л (1796 см3) 2,0 л (1988 см3)                                   | 1992—2004              | DOHC               |
| Zetec-R       | Zeta      | 1,8 л (1796 см3) 2,0 л (1988 см3)                                                    | 1998—2004              | DOHC               |
| Zetec-SE      | Sigma     | 1,2 л (1242 см3) 1,4 л (1388 см3) 1,5 л (1499 см3) 1,6 л (1596 см3) 1,7 л (1679 см3) | 1995 — настоящее время | DOHC               |
| Zetec-Rocam   | Sigma     | 1,0 л (999 см3) 1,3 л (1297 см3) 1,6 л (1597 см3)                                    | 2000—2014              | SOHC               |

## Sigma

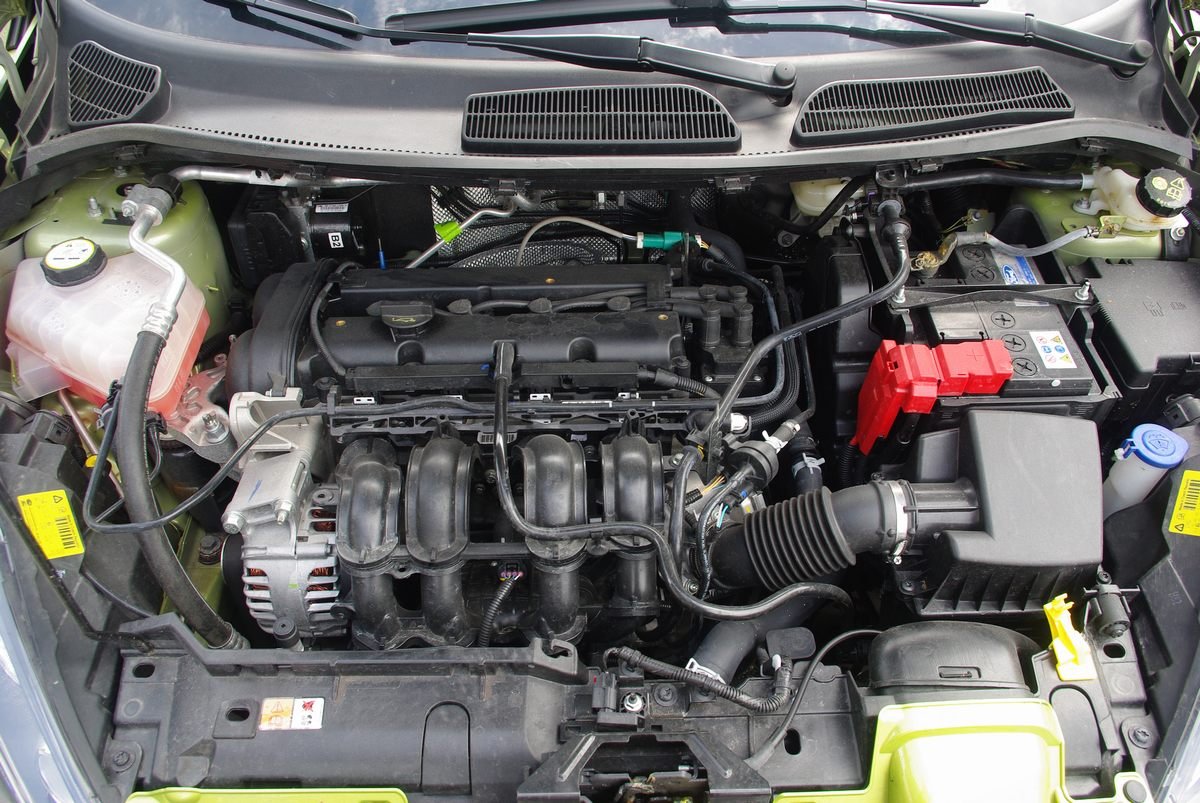
1,25-литровый двигатель Duratec на Ford Fiesta 2009 года
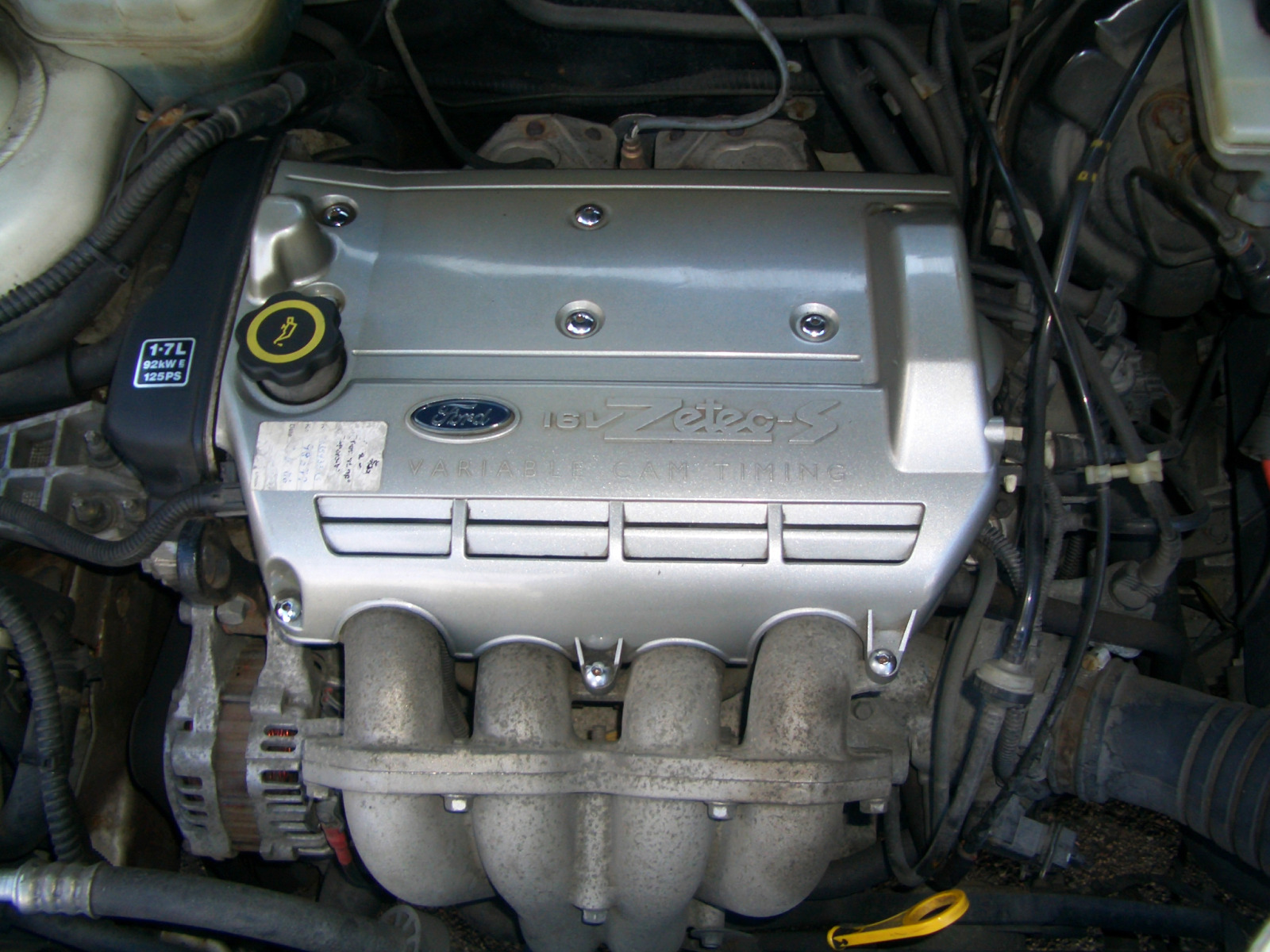
1,7-литровый двигатель Zetec-S на Ford Puma
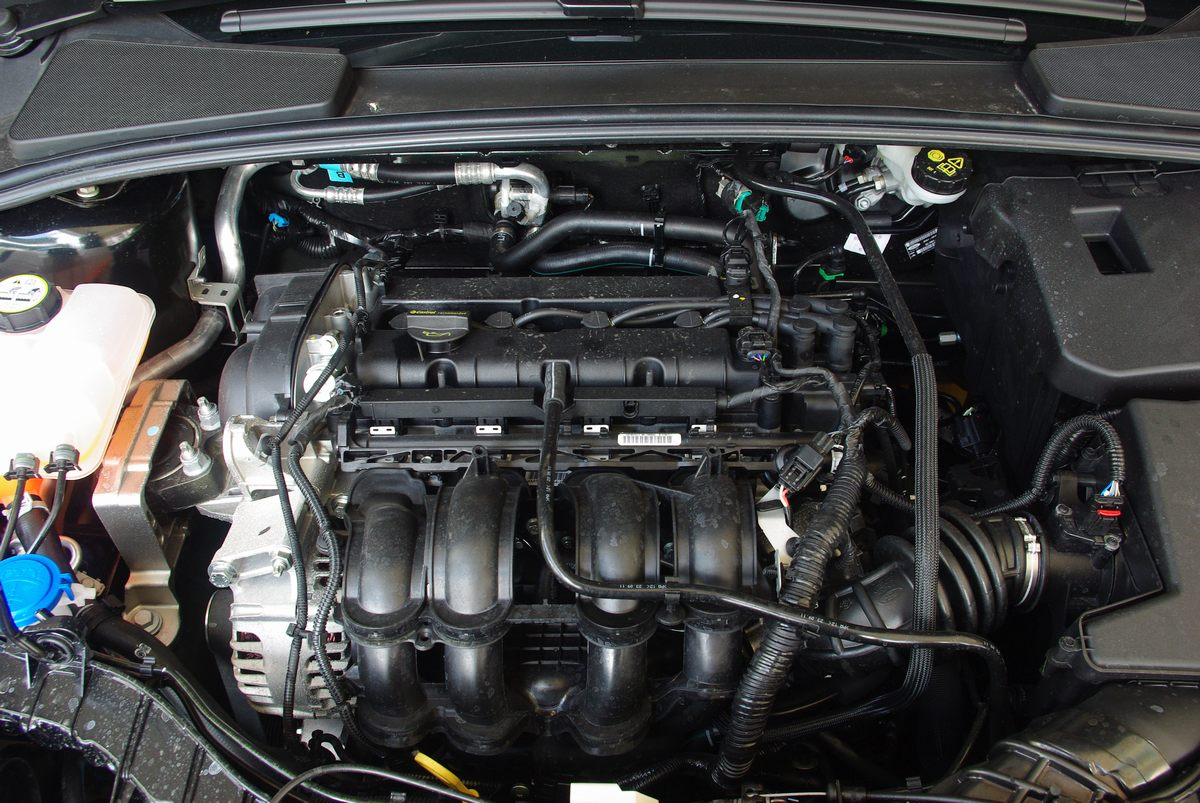
1,6-литровый двигатель Duratec на Ford Focus 2012 года

## Zetec Rocam (Duratec 8v)
В 2000 году бразильское подразделение Ford представила восьмиклапанную версию Zetec-S. Недостатки двигателя заключаются в вибрации и шуме, а достоинство заключается в добавлении функции Rocam (роликовый распредвал), что обеспечивает лучший крутящий момент.
В 2003 году двигатель Zetec Rocam был представлен в Европе на SportKa и StreetKa. Одновременно в гамму вошёл 1,3-литровый двигатель. Европейские версии выпускаются в ЮАР. 
В октябре 2004 года была представлена двухтопливная версия 1.6 L Flex, которая способна работать как на бензине, так и на этаноле. Двигатель выпускается в Бразилии, Южной Америке, Европе и Мексике. В России 1,6-литровый двигатель устанавливался на Ford Focus. 